# Lacerta oertzeni
Lacerta oertzeni — вид ящірки, що належить до родини ящіркових.

## Етимологія
Свою видову назву oertzeni ящірка дістала на честь німецького ентомолога E. von Oertzen, який відвідав Крит, Грецію і Малу Азію (Туреччина) (1884-1887), під час подорожей він зібрав, зокрема, голотип цієї ящірки.

## Зовнішність

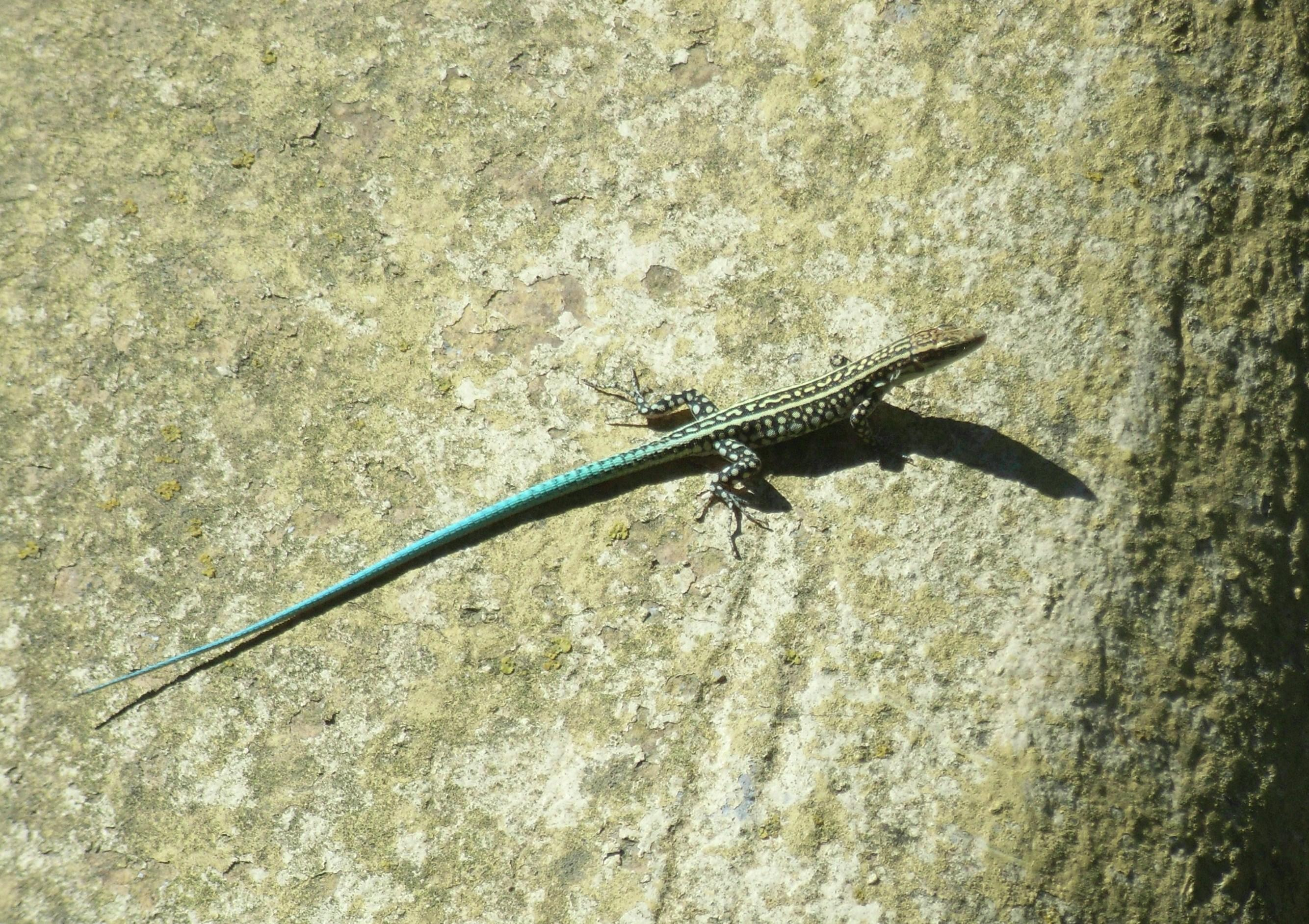
Anatololacerta oertzeni, Родос

Може досягати загальної довжини близько 24 сантиметрів. Спина і боки можуть бути коричнюватими, брунатно-зеленуватими або зеленуватими; наявні світлі плями. Черево без плям, горлова частина зазвичай білуватого або яскравого помаранчевого-червоного кольору, рідше зеленувата. Молоді тварини мають бірюзовий хвіст і оранжево-червоне горло.

## Поширення
Цей вид поширений у Греції та Туреччині. Його природними оселищами є чагарникова рослинність середземноморського типу, скелясті ділянки, скелясті пляжі, пасовиська, плантації та сільські сади. Зустрічається від рівня моря до висот близько 2000 метрів над рівнем моря.

## Життя
Живиться здебільшого членистоногими, такими як коники, жуки та павуки.

## Синонімія
Вид також має назву Anatololacerta oertzeni.